# Marc Hentzel
Karl Marcus "Marc" Hentzel, född 25 april 1896 i Tierp, död juli 1952 i Stockholm, var en svensk illustratör, barnboksförfattare, serietecknare och konstnär. Bror till journalisten Roland Hentzel. 
Han studerade på Wilhelmsons målarskola, konstakademien i Stockholm 1915–1918 och sedan studier i Paris 1919–1922. Han arbetade som journalist i Paris 1924–1927 och återvände till Stockholm 1928. Han var chef för AB Rito-Reklam 1932–1942.
Han gjorde dekorativa arbeten samt ett stort antal teckningar i tidskrifter. Han fick andra pris (delat med Olle Hjortzberg) i tävlan om utsmyckning av riksdagshuset. Han skrev böckerna om katten Tusse på 1940-talet. Gjorde även enstaka serier, såsom Pelle Kvick och Äventyr i Afrika.